# Тшецянув
Тшецянув (пол. Trzecianów, нім. Dreidorf) — село в Польщі, у гміні Борек-Велькопольський Гостинського повіту Великопольського воєводства.
Населення — 110 осіб (2011).
У 1975-1998 роках село належало до Лешненського воєводства.

## Демографія
Демографічна структура станом на 31 березня 2011 року:
|          | Загалом | Допрацездатний вік | Працездатний вік | Постпрацездатний вік |
| -------- | ------- | ------------------ | ---------------- | -------------------- |
| Чоловіки | 55      | 17                 | 36               | 2                    |
| Жінки    | 55      | 7                  | 36               | 12                   |
| Разом    | 110     | 24                 | 72               | 14                   |